# Coronavirosis canina
El Coronavirus canino es una enfermedad viral intestinal, infecciosa y de curso agudo que afecta a las perros de todas las edades, pero principalmente a los cachorros. Altamente contagiosa, si es tratada a tiempo, lo habitual es que el perro que la padece sobreviva y no haya secuelas de ningún tipo tras la recuperación.

## Patología
Es causada por el coronavirus Alphacoronavirus 1. El virus invade y se replica en las vellosidades del intestino delgado.

## Síntomas
Su periodo de incubación es de 24 a 36 horas.
Los síntomas son anorexia, aumento de la temperatura a 40 °C, diarrea, vómitos, deshidratación, dolor abdominal. Estos síntomas son similares a los que se dan en la parvovirosis, pero en este caso la gastroenteritis es menos severa y no siempre habrá diarrea sanguinolenta. En cualquier caso, suelen pasar algunos días antes de que aparezca sangre en las heces.[cita requerida]
Ante la aparición de los síntomas de enfermedad, es necesario llevar al perro al veterinario, quien descartará la posibilidad de que esté padeciendo parvovirosis si lo considera necesario.[cita requerida]
No se suele realizar el diagnóstico de coronavirosis porque, al ser una enfermedad menos intensa, la evolución suele ser buena con el tratamiento paliativo adecuado de los síntomas.[cita requerida]

## Tratamiento
El tratamiento es de soporte, aplicando antivirales, terapia de fluidos, estimulantes del apetito, vitamina B, antieméticos, antidiarreicos, protectores de la mucosa intestinal.[cita requerida]

### Prevención
La enfermedad se previene mediante un correcto calendario de vacunación.